# Born to Run (песня Брюса Спрингстина)
«Born to Run» — песня Брюса Спринстина.
В 2004 году журнал Rolling Stone поместил песню «Born to Run» в исполнении Брюса Спринстина на 21-е место своего списка «500 величайших песен всех времён». В списке 2011 года песня также находится на 21-м месте.
Кроме того, песня «Born to Run» в исполнении группы Брюса Спрингстина входит в составленный Залом славы рок-н-ролла список 500 Songs That Shaped Rock and Roll.

## Чарты
| Чарт (1975)              | Наив. поз. |
| ------------------------ | ---------- |
| Австралия                | 38         |
| Канада (RPM Top Singles) | 53         |
| США (Billboard Hot 100)  | 23         |
| США (Cash Box Top 100)   | 17         |

### Итоговые чарты за год
| Год  | Чарт                  | Позиция |
| ---- | --------------------- | ------- |
| 1975 | Канада (RPM Year-End) | 188     |